# 6. (Preußisches) Reiter-Regiment (Reichswehr)
6. (Preußisches) Reiter-Regiment war die Bezeichnung eines Kavallerieverbandes der Reichswehr.

## Geschichte
Das Regiment wurde bereits zum 1. Mai 1920 während der Zeit des Übergangsheeres gebildet. Am 29. Mai 1922 erhielt das Regiment zusätzlich zu seinem Namen die landsmannschaftliche Bezeichnung „Preußisches“. Nach der Überführung in die Wehrmacht erhielt das Regiment am 1. Juli 1936 die Bezeichnung Kavallerie-Regiment 6. Teilweise wurden mehrere Eskadronen des Regiments im Grenzschutz Ost bei Bromberg, Gnesen und Flatow eingesetzt.

### Gliederung
- Pasewalk (Kürassier-Kaserne): Regimentsstab, MG-Zug, 1. und (Ausbildungs) Eskadron
- Schwedt/Oder (Dragoner-Kaserne): 2. und 4. Eskadron
- Demmin (Ostkaserne und Westkaserne): 3. und 6. Eskadron

### Kommandeure
| Nr. | Name                                        | Beginn der Berufung | Ende der Berufung  |
| --- | ------------------------------------------- | ------------------- | ------------------ |
| 1.  | Major Gerhard von Löbbecke                  | 1. Mai 1920         | 30. September 1920 |
| 2.  | Oberst Hans von Knobelsdorff                | 1. Mai 1920         | 31. Mai 1921       |
| 3.  | Major Siegfried von Selchowe                | 1. Juni 1921        | 15. Juni 1921      |
| 4.  | Oberst Hans-Ulrich von Stephany             | 16. Juni 1921       | 28. Februar 1926   |
| 5.  | Oberst Eberhard von Livonius                | 1. März 1926        | 31. Januar 1927    |
| 6.  | Oberst Walter Braemer                       | 1. Februar 1927     | 31. Dezember 1930  |
| 7.  | Oberst Winfried von der Schulenburg         | 1. Januar 1931      | 31. März 1934      |
| 8.  | Oberst Werner Hannemann                     | 1. April 1934       | 30. September 1935 |
| 9.  | Major/Oberstleutnant/Oberst Arno von Lenski | 1. Oktober 1935     | 26. August 1939    |

Die Uniform des Regiments mit den Generalsabzeichen trug seit 1. Januar 1925 der ehemalige General der Kavallerie und Inspekteur der Kavallerie Maximilian von Poseck (1865–1946).

## Organisation
Bis zur Auflösung der Kavallerie-Divisionen gehörte das Regiment zur 1. Kavallerie-Division in Frankfurt (Oder).

### Gliederung
Es bestand aus Regimentsstab und sechs Eskadronen:
- 1. Eskadron, hervorgegangen aus dem Reichswehr-Kavallerie-Regiment 2,
- 2. Eskadron, hervorgegangen aus dem Reichswehr-Kavallerie-Regiment 15,
- 3. Eskadron, hervorgegangen aus dem Reichswehr-Kavallerie-Regiment 102,
- 4. Eskadron, hervorgegangen aus dem Reichswehr-Kavallerie-Regiment 15,
- (Ausbildungs) Eskadron, hervorgegangen aus dem Reichswehr-Kavallerie-Regiment 2,
- 6. Eskadron, hervorgegangen aus dem Reichswehr-Kavallerie-Regiment 102.

## Tradition

### Reichswehr
Das Regiment übernahm 1921 die Tradition der alten Regimenter:
- 1. Eskadron: Kürassier-Regiment „Königin“ (Pommersches) Nr. 2
- 2. Eskadron: 1. Brandenburgisches Dragoner-Regiment Nr. 2
- 3. Eskadron: Dragoner-Regiment „Freiherr von Derfflinger“ (Neumärkisches) Nr. 3
- 4. Eskadron: Jäger-Regiment zu Pferde Nr. 6
- 5. Eskadron: Dragoner-Regiment „von Arnim“ (2. Brandenburgisches) Nr. 12
- 6. Eskadron: 2. Pommersches Ulanen-Regiment Nr. 9

### Wehrmacht
- 1. Eskadron: Leib-Dragoner-Regiment (2. Großherzoglich Hessisches) Nr. 24
- 2. Eskadron: Dragoner-Regiment „Generalfeldmarschall Prinz Leopold von Bayern“ (Westfälisches) Nr. 7
- 3. Eskadron: Husaren-Regiment „König Humbert von Italien“ (1. Kurhessisches) Nr. 13
- 4. Eskadron: Leib-Dragoner-Regiment (2. Großherzoglich Hessisches) Nr. 24
- 5. Eskadron: Garde-Dragoner-Regiment (1. Großherzoglich Hessisches) Nr. 23

### Bundeswehr
Die Tradition wurde nach Gründung der Bundeswehr im Jahr 1955 vom Panzeraufklärungslehrbataillon 11 in Munster übernommen. Nach dem Traditionserlass war eine konkrete Verbandstradition unzulässig, so dass nach Außerdienststellung des Bataillons 1990 die Panzeraufklärungslehrkompanie lediglich das Andenken des Regiments pflegt.
Seit der Umstrukturierung nach 2003 trägt die Aufklärungslehrkompanie 90 den Schwedter Adler als internes Verbandsabzeichen. Die Kompanie wurde 2015 aufgelöst. Aus der Auflösung ging 2015 das Aufklärungsbataillon 7 hervor. Die 2. Kompanie des Aufklärungsbataillon 7 übernahm den Schwedter Adler als Kompaniewappen und somit die Pflege des Andenkens des Regiments.